# 위장 (후한)
위장(偉璋, ? ~ ?)은 후한 후기의 관료이다.

## 행적
광화 원년(178년) 7월 임자일, 푸른 무지개가 옥당(玉堂) 후전(後殿)의 정원에 나타났다. 영제는 광록대부 양사 · 의랑 채옹 등을 금상문(金商門)에 불러모아 재이(災異)를 없앨 방법을 물어보았다. 채옹은 조요(趙嬈)를 비롯한 궁궐의 여인들이 정사에 간섭한 것이 원인이라며, 조정의 탐욕스러운 관리로 광록훈 위장을 거론하였다.

## 출전
- 채옹, 《채중랑집》 권7 답조문재이
- 사마광, 《자치통감》 권57

| 전임 원방 | 후한의 광록훈 (178년 당시) | 후임 양사 |